# Peter Sandrart
Peter Sandrart (* um 1656 Straßburg; † 1722 Magdeburg), Unternehmer (Tabakfabrikant), langjähriger Bürgermeister der Pfälzer Kolonie in Magdeburg (1700–1722).

## Leben
Peter  Sandrart entstammte einer alten,  adeligen Hugenottenfamilie, die bereits im 16. Jahrhundert aus religiösen Gründen ihre Heimat, den unter katholischer, spanischer Herrschaft stehenden Hennegau verließ und in Straßburg eine neue Heimat fand. Nach dem frühen Tode seines Vaters Jakob Sandrart (* um 1630, † um 1670) heiratete Peter Sandrarts Mutter Jakobea de Barry (um 1635, † nach 1680) den Unternehmer Daniel Würtz (*um 1640).
In dem seit 1681 französischen Straßburg war die Familie  Sandrart/Würtz seit der Aufhebung des  Ediktes von Nantes durch Ludwig XIV im Jahre 1685 wiederum religiösem Druck ausgesetzt, obwohl das Elsass formal von dieser politischen Maßnahme des französischen Königs nicht betroffen war. So folgten die Brüder Peter und Georg Sandrart mit ihrer Mutter Jakobea de Barry, dem Stiefvater Daniel Würtz und den vier Halbschwestern (Töchter des Stiefvaters Würtz) dem Einladungsedikt des Großen Kurfürsten und gingen 1690 nach Magdeburg.
Peter Sandrart war verheiratet mit Anna Elisabeth Burry (*um 1664). Aus der Ehe gingen 10 Kinder hervor. Von den 3 Söhnen sind keine Nachkommen bekannt. 1716 gehörte ihm in Magdeburg das Haus Zu den drei Rosen (Breiter Weg 25).

## Öffentliches Wirken
Schon kurz nach seiner Ankunft in Magdeburg wurde Peter Sandrart am 16. Juni 1690 Bürger der Pfälzer Kolonie.
Gemeinsam mit seinem Stiefvater Daniel Würtz gründete er die erste Tabakfabrik in Magdeburg. Mitinhaber war auch Peters Bruder Georg Sandrart (verheiratet mit Elisabeth Timmermann). Sie wurde in der ehemaligen großen, kurfürstlichen Manufaktur am späteren Georgenplatz eingerichtet. Peter Sandrart war als Unternehmer sehr erfolgreich; daher hinterließ er seinen Kindern (sechs Töchter und ein Sohn) das beachtliche Erbe von 30.000 Talern.
Im Jahre 1700 wurde Sandrart zum Bürgermeister der Pfälzer Kolonie gewählt. Hier war er Nachfolger von Theodor Timmermann, mit dessen Nachkommen die Familie Sandrart später noch vielfältige familiäre Bindungen einging (Dohlhoff, Schwartz). Er behielt das Amt bis zu seinem Tode im Jahr 1722.
Später wurden noch über Jahrzehnte hinweg immer wieder Mitglieder der Familie Sandrart sowie der anverwandten Familien Schwartz und Dohlhoff in das Amt des Bürgermeisters der Pfälzer Kolonie gewählt. Sie bewährten sich aufgrund ihrer Erfahrung als Großkaufleute oder Industrielle auch in diesem Amt.